# Krielow

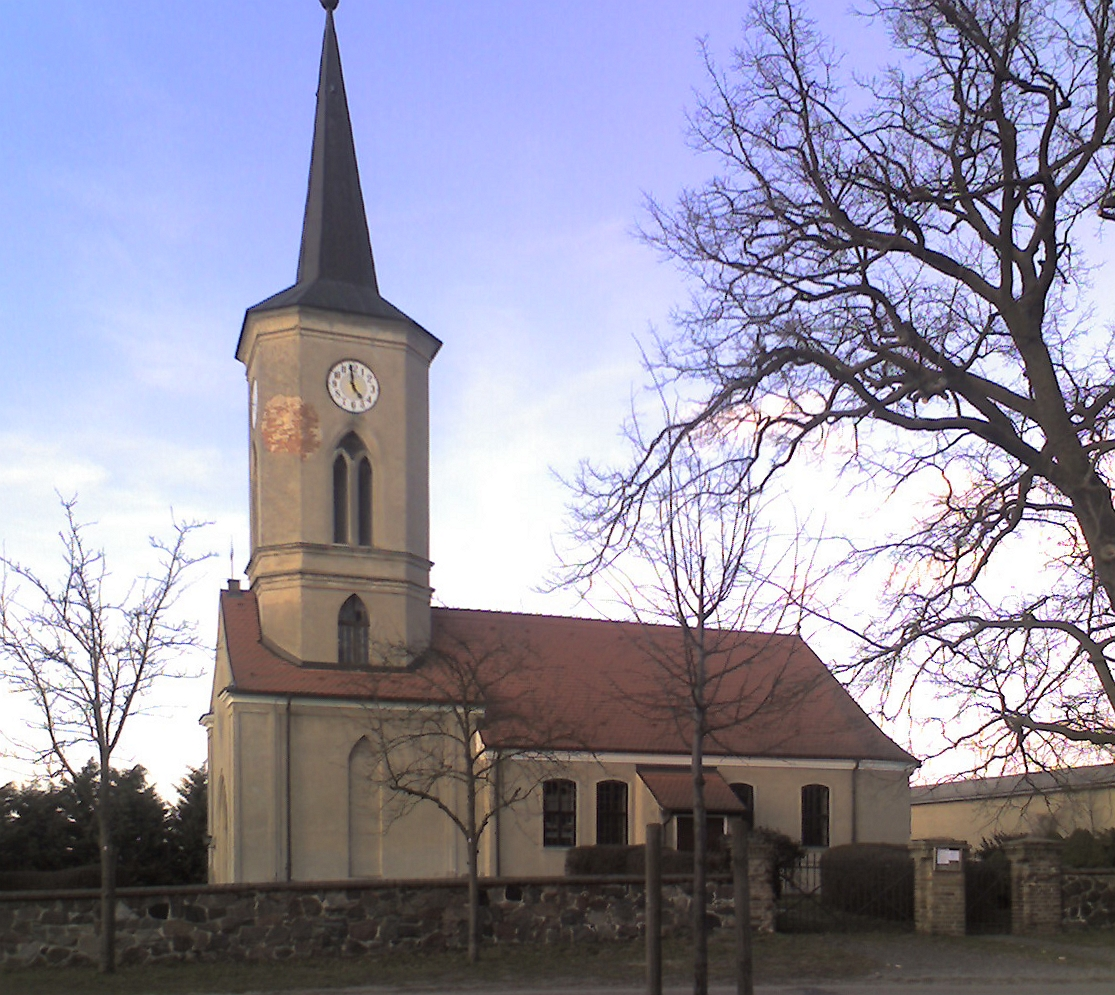
Dorfkirche

Krielow ist seit dem 26. Oktober 2003 ein Ortsteil der Gemeinde Groß Kreutz (Havel) im Landkreis Potsdam-Mittelmark in Brandenburg. In der Nähe, auf der Nordseite des Spitzen Bergs (Gemarkung Krielow) an der Grenze zu Derwitz (52° 24′ 48″ N, 12° 49′ 22″ O), führte Otto Lilienthal 1891 mit seinem Derwitzer Apparat die ersten kurzen Gleitflüge durch. Am 21. September 1991 wurde auf dem Windmühlenberg (52° 24′ 45″ N, 12° 49′ 13″ O) zwischen Krielow und Derwitz das Lilienthaldenkmal errichtet.

## Geschichte

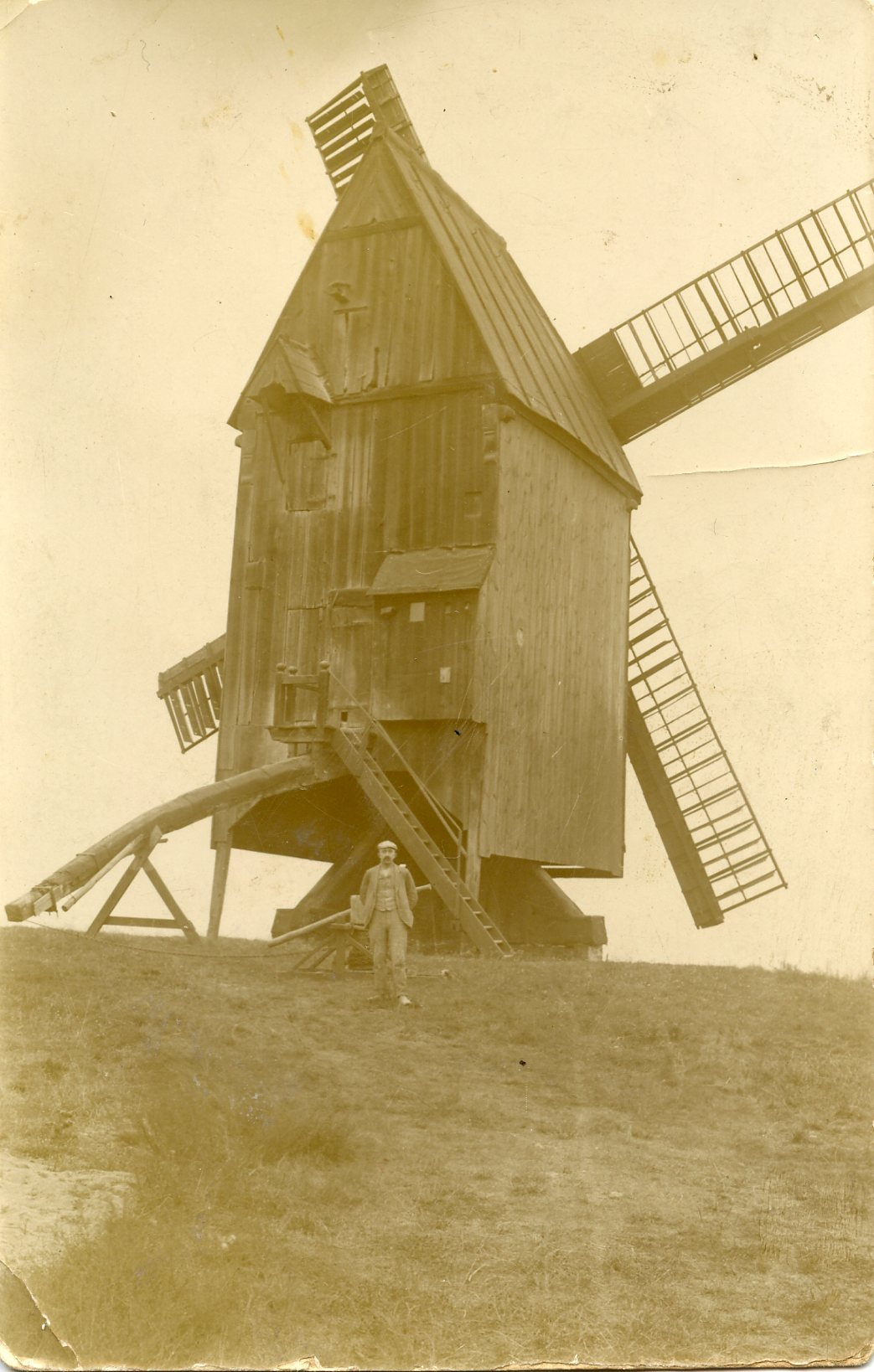
Otto Reimann vor seiner Mühle 1911, Privatfoto Sammlung Willfried Voss

Eine Besonderheit im 400-Einwohner-Ort ist der frühdeutsche Ringwall, der in der Landschaft jedoch kaum noch wahrnehmbar ist. 1248 schenkten die Markgrafen Johannes I und Otto III das Dorf Krielow dem Zisterzienser-Mönchskloster Lehnin. Nachdem 1795 ein Dorfbrand sechs Höfe einäscherte, wurden diese weiter auseinandergezogen neu errichtet. Prägend war lange die Windmühle an der Chaussee an der Wegegabelung Deetz-Schmergow. Die Bahn Berlin-Magdeburg prägt seit 1846 Krielow, die Bahnwärterbude 55 sicherte den Übergang am Dorfende. Die Freiwillige Feuerwehr Krielow wurde am 1. März 1909 von 17 Männern gegründet. Einstmals waren die Krielower sehr aktiv, so im Kriegerverein, Männergesangsverein, Gemischten Chor, Kleintierzüchterverein, Obstzüchterverein und Sportverein. Im Radfahrerverein wurde Radball gespielt. Der Männergesangsverein hat bis 1929 bestanden, der Gemischte Chor war noch in den 1960er Jahren aktiv. Bis 1944 löschte die Feuerwehr Brände mit der von Pferden gezogenen Saug- und Druckspritze, danach mit einer Anhänger-TS8-Motorspritze.
Nach 1945 wurden die Wohnhäuser an der Chaussee durch acht Häuser einer Neubauernsiedlung ergänzt. Das einst 10.000 Hektar große Havelländische Obstanbaugebiet umschließt Krielow. Die zwei Gaststätten, der Konsum und auch der Bäcker, wo man für Kuchen Kakao und Aromen abgeben musste, sind meist schon seit der DDR-Zeit geschlossen, ebenso Kindergarten und vierklassige Schule.
Im Jugendförderungsplan der Gemeinde von 1977 werden folgende Ziele vorgegeben: politisch-ideologische Arbeit, Initiative der Jugend in der Volkswirtschaft, geistig-kulturelles Leben und Freizeitgestaltung. Heute unterhält die Gemeinde für die Jugend den Bolz- und Spielplatz an der Chaussee. Ein Jugendclub existiert im 21. Jahrhundert nicht mehr.
Über 600 Seiten in vier Bänden hat Ortschronist Karl Birkholz während der DDR-Jahre und in der Nachwendezeit erstellt, die beim Ortsvorsteher eingesehen werden können.

## Wappen
Das Wappen wurde vom Heraldiker Frank Diemar gestaltet.

## Sehenswürdigkeiten
- Die denkmalgeschützte Dorfkirche Krielow[4] ist eine verputzte Fachwerkkirche aus dem Jahr 1698, die 1898–1899 und in den Jahren 1964 und 1965 erheblich erneuert wurde. Im Innern steht unter anderem eine Kanzel aus der Bauzeit der Kirche.